# Sankt Görans kyrka, Halsjany
Sankt Görans kyrka (belarusiska: Свята-Георгіеўская царква; translitteration: Svjata-Georgiewskaja tsarkva) är en belarusisk-ortodox kyrkobyggnad belägen i agropolisen Halsjany, i Hrodna voblast, i nordvästra Belarus.
Kyrkan är helgad åt den romerska martyren, soldaten och helgonet Sankt Göran och tillhör Lida stift i den Belarusisk-ortodoxa kyrkan.

## Historik
Sankt Görans kyrka i Halsjany byggdes 1901 och är stämplat som ett monument.

## Kyrkan
Kyrkan är gjord av tegel och byggd i rysk stil.
Ovanför entrén finns en målning föreställande Jesus Kristus pantokrator.

## Bilder

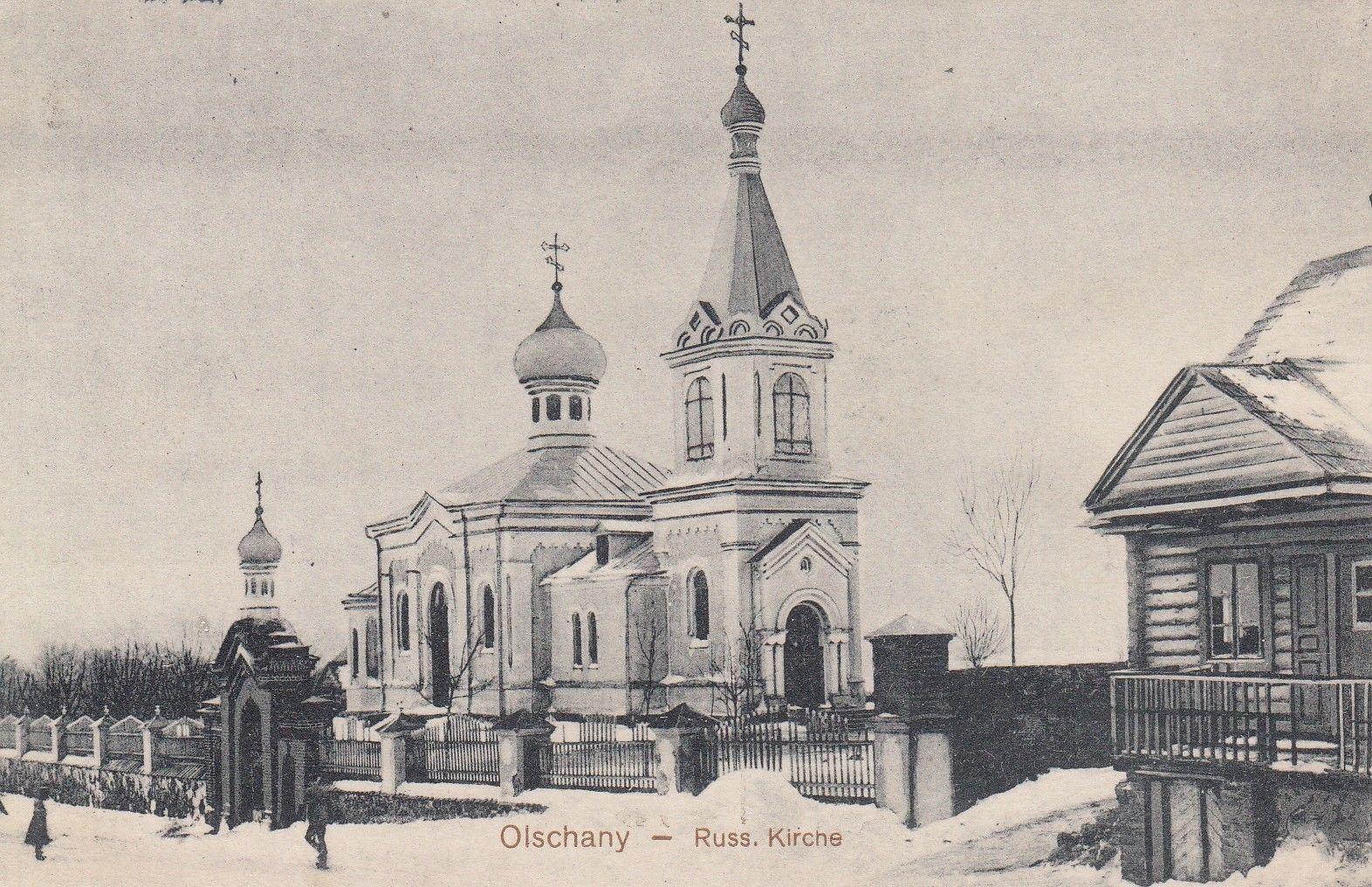
Kyrkan på ett foto från omkring 1916.
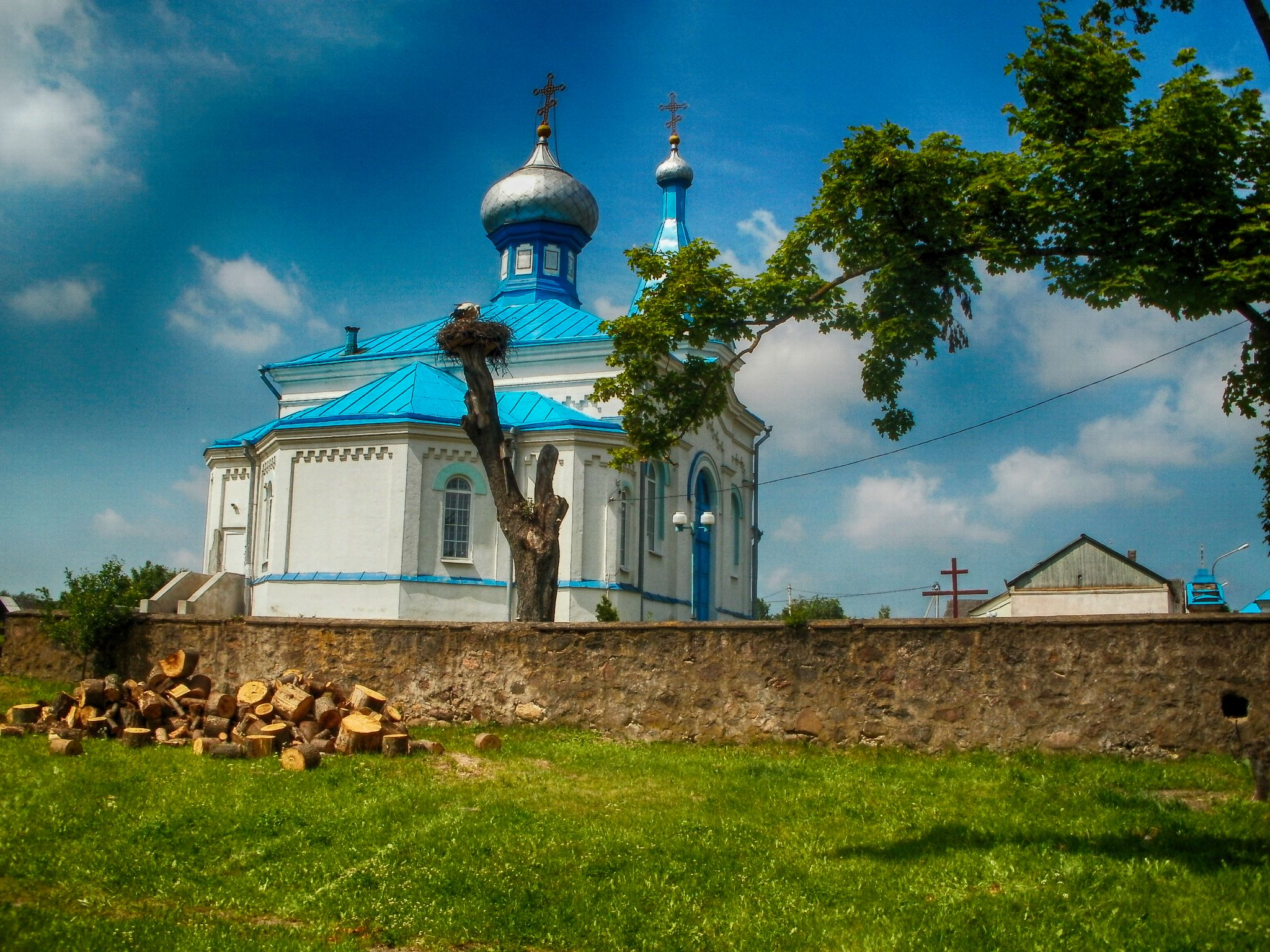
Absiden.